# リリアン・ギブズ
リリアン・ギブズ（Lilian Suzette Gibbs、1870年9月10日 – 1925年1月30日）は、イギリスの植物学者である。ロンドンの大英博物館のために働いた。1910年2月、40歳の時に、標高4095mのボルネオ島のキナバル山に登頂し、この山に登頂した最初の女性となった。アフリカや太平洋の島で植物採集に従事し、多くの標本を集めた。

## 生涯
1870年、ロンドンの裕福な家庭に生まれた。1899年から1900年の間、スワンリー（Swanley）園芸カレッジで学び、その後、J.B.ファーマー（John Bretland Farmer）の弟子となった。アルプスや北アフリカで植物採集を行い、1905年に南ローデシア（現在のジンバブエ）の採集旅行を行い、2つの旅行記を著した。1910年には王立科学学校（Royal College of Science）からハクスリー・メダルを受賞した。1907年にはフィジーとニュージーランドを訪れた。多くの探検隊を組織するのに成功した。1905年にロンドン・リンネ協会、1910年に顕微鏡学会に女性として初めて会員に選ばれた。
バンブーサ属の、Bambusa gibbsiae Stapfなどに献名されている。

## 著書
- A contribution to the flora and plant formations of Mount Kinabalu and the highlands of British North Borneo (1914)
- A Contribution to the Phytogeography and Flora of the Arfak Mountains, & c. , etc (1917)